# Tachina intaminata
Tachina intaminata là một loài ruồi trong họ Tachinidae.